# Battaglia di Tigranocerta
La battaglia e assedio di Tigranocerta fu combattuta nel 69 a.C., e vide come avversari, da una parte il proconsole romano della provincia d'Asia Lucio Licinio Lucullo e dall'altra parte il re armeno Tigrane II.

## Contesto storico
La vittoria ottenuta da Mitridate su Lucio Licinio Murena durante la seconda fase di guerra, rafforzò il convincimento nel re asiatico che i Romani non fossero invincibili, e la sua speranza di creare un grande regno asiatico che potesse contrastare la crescente egemonia romana nel bacino del Mediterraneo. Da qui il re prese le mosse per una nuova politica espansionistica in chiave anti-romana.
Attorno all'80 a.C. il re del Ponto decise, così, di tornare a sottomettere tutte le popolazioni libere che gravitavano attorno al Ponto Eusino. Nominato quindi quale generale di questa nuova impresa suo figlio Macare, si spinse alla conquista di quelle colonie greche che si diceva discendessero dagli Achei, di ritorno dalla guerra di Troia, al di là della Colchide. La campagna però si rivelò disastrosa, poiché furono perduti due contingenti armati, una parte in battaglia e per la severità del clima, un'altra in seguito ad un'imboscata. Quando fece ritorno nel Ponto, inviò ambasciatori a Roma per firmare una nuova pace.
Contemporaneamente il re Ariobarzane I, mandò nuovi ambasciatori per lamentarsi che la maggior parte dei territori della Cappadocia, non gli erano stati completamente consegnati da Mitridate, come promesso al termine della seconda fase della guerra. Poco dopo (nel 78 a.C.) inviò una nuova ambasceria per firmare gli accordi, ma poiché Silla era appena morto e il Senato era impegnato in altre faccenda, i pretori non ammisero i suoi ambasciatori e non se ne fece nulla. Mitridate, che era venuto a conoscenza della morte del dittatore romano, persuase il genero, Tigrane II d'Armenia, ad invadere la Cappadocia come se fosse una sua azione indipendente. Ma questo artificio non riuscì ad ingannare i Romani. Il re armeno invase il paese e trascinò via con sé dalla regione, oltre ad un grosso bottino, anche 300000 persone, che poi portò nel suo paese, stabilendole, insieme ad altre, nella nuova capitale, chiamata Tigranocerta (città di Tigrane), dove aveva assunto il diadema di re d'Armenia.
E mentre queste cose avvenivano in Asia, Sertorio, il governatore della Spagna, che incitava la provincia e tutte le vicine popolazioni a ribellarsi ai Romani del governo degli optimates, istituì un nuovo Senato ad imitazione di quella di Roma. Due dei suoi membri, un certo Lucio Magio e Lucio Fannio, proposero a Mitridate di allearsi con Sertorio, con la prospettiva comune che una guerra combattuta su due fronti opposti (ad Occidente, Sertorio ed a Oriente, Mitridate) avrebbe portato ad ampliare i loro domini sui paesi confinanti, in Asia come in Spagna.
Mitridate, allettato da tale proposta, inviò suoi ambasciatori a Sertorio, per valutare quali possibilità vi fossero per porre sotto assedio il potere romano, da Oriente ed Occidente. Fu così stabilita tra le parti un patto di alleanza, nel quale Sertorio si impegnava a concedere al re del Ponto tutti i territori romani d'Asia, oltre al regno di Bitinia, la Paflagonia, la Galatia ed il regno di Cappadocia, ed inviava anche un suo abile generale, un certo Marco Vario (o Mario), oltre a due altri consiglieri, Magio e Fannio Lucio, per assisterlo militarmente e diplomaticamente.

### Casus belli
All'inizio della primavera del 74 a.C., Mitridate si affrettò a marciare contro la Paflagonia con i suoi due generali, Tassile ed Ermocrate, disponendo poi di invadere anche la Bitinia, divenuta da poco provincia romana, in seguito alla morte del suo re, Nicomede IV, che aveva lasciato il suo regno in eredità ai Romani. L'allora governatore provinciale, Marco Aurelio Cotta, uomo del tutto imbelle, non poté far altro che fuggire a Calcedonia con quante forze aveva a disposizione. Mitridate, dopo aver attaccato inutilmente la città e le forze romane, si diresse a Cizico dove, dopo quasi un anno di inutile assedio, fu sconfitto più volte dalle accorrenti truppe romane del console Lucio Licinio Lucullo (73 a.C.).

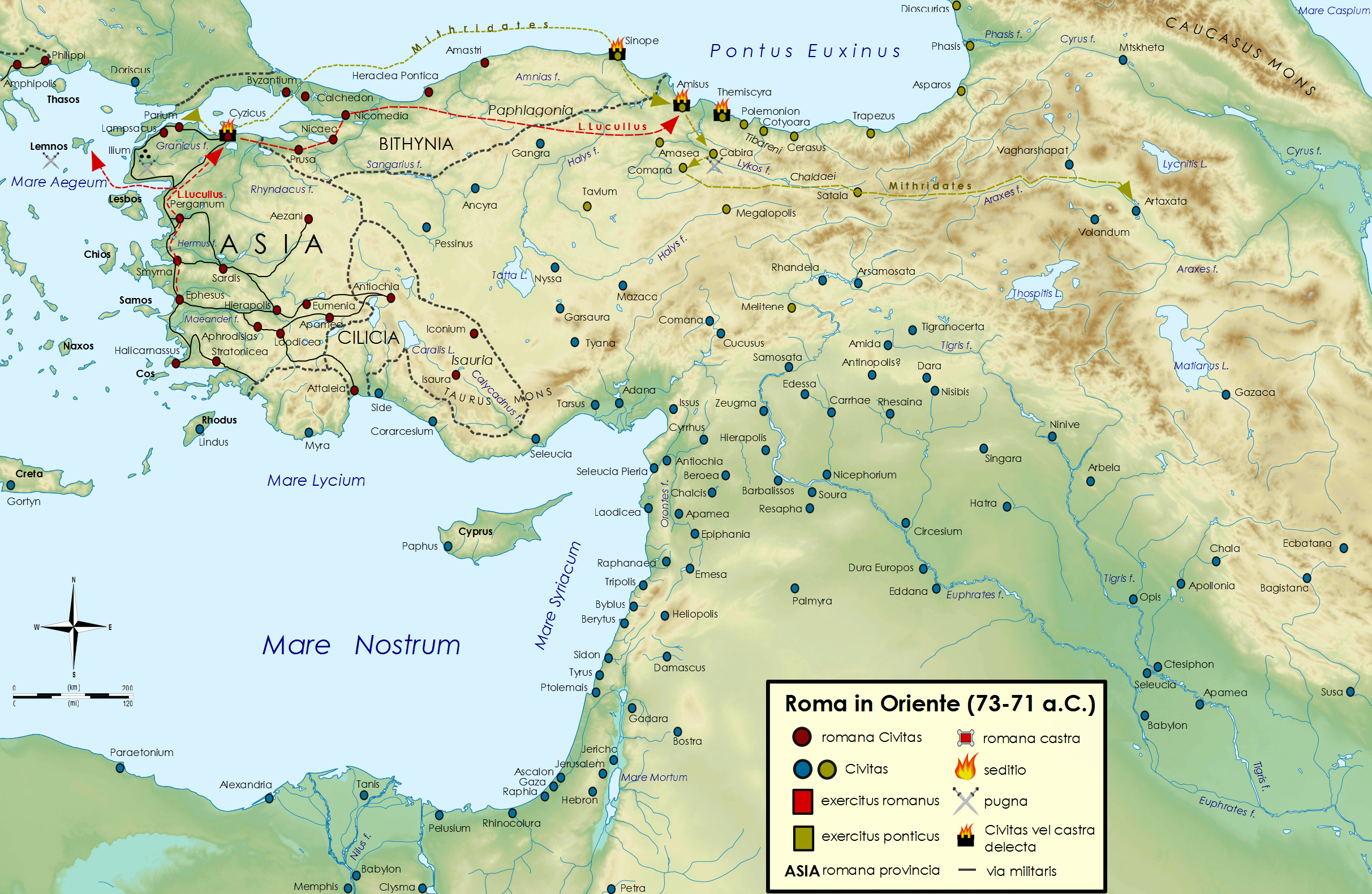
Gli anni 73-71 a.C. della terza guerra mitridatica

Fuggito grazie alla flotta, Mitridate, fu colpito da una terribile tempesta nella quale perse circa 10000 uomini e sessanta navi, mentre il resto della flotta fu dispersa tutta intorno per il forte vento. Si racconta che abbandonò la propria nave che stava affondando, per recarsi in una più piccola imbarcazione di pirati, sebbene i suoi amici cercassero di dissuaderlo. I pirati poi lo sbarcarono a Sinope. Da quel luogo, raggiunse Amiso, da dove inviò appelli al genero, Tigrane II d'Armenia, ed a suo figlio, Macare, sovrano del Bosforo Cimerio, affinché si affrettassero a venirgli in aiuto. Ordinò, infine, a Diocle di prendere una grande quantità di oro e altri regali nei pressi degli Sciti, ma quest'ultimo rubò l'oro e si rifugiò presso il generale romano.
Lucullo mosse le sue armate verso il fronte orientale attraverso Bitinia e Galazia, sottomettendo i territori precedentemente in mano romana e raggiungendo la pianura di Themiscyra ed il fiume Termodonte. Poco dopo raggiunse una regione assai ricca di risorse, che non aveva subito le devastazioni della guerra. Secondo Plutarco, invece, il generale romano fu costretto a chiedere aiuto al vicino ed alleato regno di Galazia, che gli fornì approvvigionamenti di grano grazie a 30000 suoi portatori.
Lucullo pose quindi sotto assedio la città di Amiso, riuscendo ad occuparla dopo alcuni anni (nel 70 a.C.), ed a battere ancora una volta le truppe di Mitridate presso Cabira.
Portate a termine le operazioni militari (fine del 70 a.C.), lasciò Sornazio con 6000 armati a guardia del Ponto, e quindi decise di riorganizzare le province asiatiche ed amministrare la giustizia, oltre a ringraziare gli dèi, per la conclusione positiva della guerra. Plutarco, racconta che, scoperto che gli abitanti della provincia si trovavano in condizioni assai gravose, addirittura alcuni erano stati ridotti in schiavitù dagli esattori fiscali o dagli usurai a cui avevano chiesto dei debiti, decise di porvi rimedio, liberando la popolazione asiatica da una simile condizione di "schiavitù". Gli usurari però, non accettando le condizioni di Lucullo, sollevarono la questione a Roma stessa contro il proconsole romano. Corruppero alcuni tribuni affinché procedessero contro di lui, essendo uomini di grande influenza, che avevano numerosi debitori tra i politici romani. Lucullo, tuttavia, non solo era amato dalla popolazione che aveva beneficato del suo aiuto, addirittura, le altre province limitrofe chiesero di averlo, anch'esse, come amministratore e loro governatore.

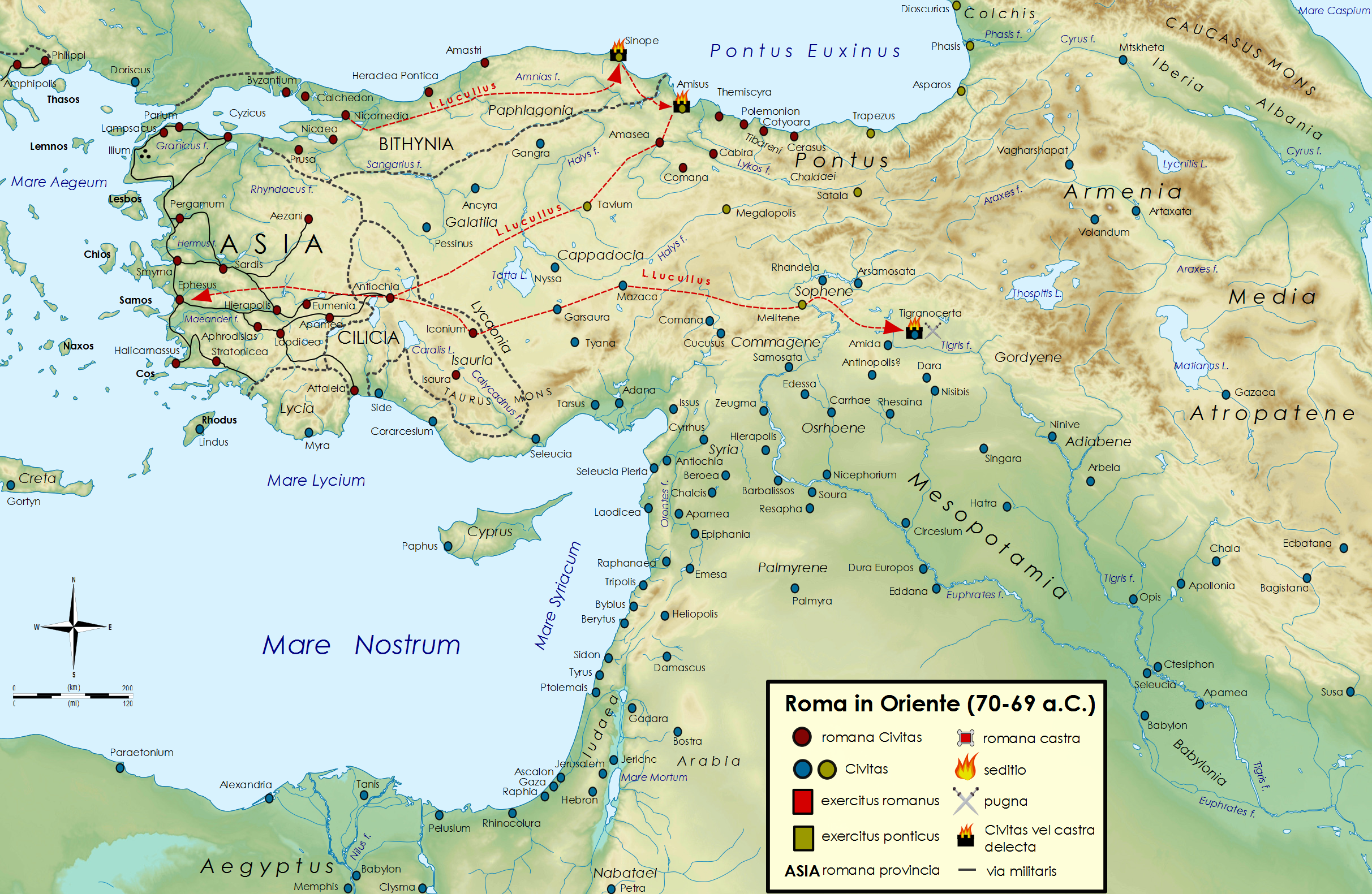
Gli anni 70-69 a.C. della terza guerra mitridatica

Frattanto Appio Claudio era stato inviato da Tigrane II ad Antiochia, per chiedere la consegna del suocero, Mitridate VI. Qui l'ambasciatore romano poté, mentre attendeva il re armeno impegnato in altre faccende, mettersi in contatto con molti dei principi greco-orientali, stanchi di essere sottoposti al dominio armeno (come Zarbieno di Gordiene), ed a cui fu promesso l'aiuto del proconsole romano Lucullo. L'incontro tra Appio e Tigrane lo descrive bene Plutarco:
(Plutarco, Vite parallele, Lucullo, 21.6-7.)
Appio tornò da Antiochia, con il responso di Tigrane. Era ormai chiaro che, ancora una volta, la guerra fosse inevitabile. Contemporaneamente Mitridate e Tigrane stabilirono di invadere Cilicia e Licaonia, fino all'Asia, prima che ci fosse una formale dichiarazione di guerra. Appiano a questo punto critica la decisione del re armeno, sostenendo che tale azione doveva essere portata avanti quando il re del Ponto era al culmine del suo potere, non permettendo invece che Mitridate fosse schiacciato e cadesse in rovina dopo tre difficili fasi della guerra, aprendo solo ora le ostilità, quando la guerra era oramai già perduta in partenza.

## La battaglia
Controversie
Le varie fonti dell'epoca suggeriscono una stima poco precisa delle effettive forze in campo nei due eserciti. 
Si attestano autori che stimano la forza dell'esercito armeno in 100000 uomini, altri in 250000 (come Plutarco), ed infine l'esagerato numero di 600000 Nello stesso modo, sembra alquanto irrealistico che un generale esperto come Lucullo potesse tentare di invadere l'Armenia con un numero così esiguo di soldati e di cavalleria. Molto probabilmente, la stima di 12000 fanti e 3000 cavalieri è un'esagerazione a scopo propagandistico, così come l'ampio numero di nemici.
Le stime moderne sono di altro avviso e suggeriscono che l'esercito romano potesse contare su un quantitativo di almeno 4 legioni e un folto numero di alleati e cavalleria, fino ad un massimo di 40000 uomini totali. Per l'esercito armeno, le stime si aggirano tra i 70000 ed i 100000 uomini, tendenzialmente nella zona più bassa di questo intervallo.
La battaglia
Lucullo, dopo aver offerto i dovuti sacrifici, si diresse con due legioni e 500 cavalieri contro Tigrane secondo Appiano (si trattava invece di 12000 fanti e poco meno di 3000 cavalieri secondo Plutarco), il quale si era rifiutato di consegnargli Mitridate. Sembra che i suoi soldati non fossero troppo disciplinati, e che seguirono Lucullo in modo riluttante, mentre i tribuni della plebe a Roma, sollevavano una protesta contro di lui, accusandolo di cercare una guerra dopo l'altra, per arricchirsi. Lucullo attraversò l'Eufrate, compì nuovi sacrifici propiziatori per il buon esito della campagna, e chiese ad alcuni sovrani del posto di fornirgli gli adeguati approvvigionamenti, se non volevano essere attaccati o essere considerati nemici di Roma al pari del re d'Armenia. Terrorizzati dall'avanzata romana, giunta in Sofene, poi attraverso il Tigri ai confini dell'Armenia, nessuno disse a Tigrane dell'invasione in corso da parte di Lucullo, anche perché sembra che il primo ad annunciarglielo, fu messo a morte. Quando il re armeno fu informato, decise di inviare uno dei suoi più fidati generali, Mitrobarzane, con 2000/3000 cavalieri ed un notevole contingente di fanteria per ostacolarne e rallentarne la marcia, e permettergli così di organizzare le sue forze.
Contemporaneamente pose a difesa della sua capitale, Tigranocerta, un certo Mancheo. Si racconta che la città avesse mura alte fino a 25 metri e larghe abbastanza da contenere delle stalle per cavalli. Nei suoi sobborghi, Tigrane vi aveva fatto costruire un palazzo reale e dei parchi di grandi dimensioni, con recinti per animali selvaggi e vasche per pesci. Aveva inoltre eretto una grande torre nelle vicinanze. La città era inoltre popolata da molti greci che vi erano stati trapiantati, come altri, dalla Cilicia, oltre a barbari che avevano subito la stessa sorte come Adiabeni, Assiri, Gordieni e Cappadoci, le cui città natali Tigrane aveva demolito, e portato il loro abitanti ad abitare lì con la forza.
Tigrane, invece, attraversò l'intero paese per raccogliere un esercito sufficiente ad affrontare il generale romano. Intanto Plutarco racconta:
(Plutarco, Vita di Lucullo, 25.3-4.)
E così Lucullo, non solo riuscì a sconfiggere l'esercito di Mitrobarzane al primo scontro, ma poco dopo inviò il suo legato Sestilio, ad assediare Mancheo a Tigranocerta, dove riuscì, in un primo momento, a saccheggiare il palazzo reale fuori dalla cerchia delle mura, costruendo poi un fossato tutto intorno alla città ed alla grande torre, ponendovi numerose armi d'assedio e minando in più punti le mura. Vi è da aggiungere che gli Armeni reagirono con frecce incendiarie cosparse di nafta, che Cassio Dione Cocceiano racconta erano molto difficili da spegnere, tanto che riuscirono a distruggere numerose macchine d'assedio romane.
E mentre Sestilio aveva posto sotto assedio la città e messo in fuga un corpo di Arabi che si voleva unire a Tigrane, quest'ultimo riuscì, malgrado le continue azioni di disturbo di Lucio Licinio Murena, che aveva creato non pochi problemi al re, a raccogliere ben 250000 uomini comprendenti (tra Armeni, Gordieni, Medi, Adiabeni, Arabi arrivati da Babilonia, Albani dal mare Caspio, oltre ad Iberi): 150000 fanti "pesanti" (organizzati in coorti o falangi), 50000/55000 cavalieri (17000 dei quali armati con maglie di ferro e lunghe lance), 20000 tra arcieri e frombolieri oltre ad addetti alla costruzione di ponti, strade, ecc. per altri 35000 uomini. Inviò quindi 6000 cavalieri a Tigranocerta, i quali, riuscita a rompere la linea d'assedio romana nei pressi della grande torre, portarono in salvo tutte le concubine del re. Con il resto del suo esercito Tigrane marciò contro Lucullo, non troppo distante. Mitridate, finalmente ammesso alla presenza del re d'Armenia, gli consigliò di non avvicinarsi troppo all'accampamento romano, al contrario di formare un cerchio intorno a loro ed attaccarli solo con la cavalleria (inviando in suo aiuto anche il generale, Tassile, collaboratore dai tempi della prima guerra mitridatica), di devastare il paese e ridurre l'esercito romano alla fame, come Lucullo aveva fatto con lui a Cizico, dove perse il suo esercito senza combattere.
Ma Tigrane, stupito da tali affermazioni, non vi diede ascolto, credendo si trattasse solo di invidia da parte di Mitridate, tanto che per poco non mise a morte Tassile che ne appoggiava le indicazioni tattiche. Al contrario si preparò a dar battaglia. E vedendo che le forze romane erano tanto ridotte rispetto al suo esercito esclamò:
(Appiano, Guerre mitridatiche, 85; ed anche Plutarco, Vita di Lucullo, 27.4.)
Avendo Lucullo visto l'esercito del re avanzare, divise la sua armata in due parti: lasciò a Murena il compito di continuare l'assedio di Tigranocerta con 6000 fanti, mentre egli si diresse contro l'armata nemica, a capo di sole 24 coorti di fanteria "pesante" (pari a circa 10000 armati) e con non più di 1000 tra cavalieri, frombolieri ed arcieri. Appiano ci racconta che Lucullo aveva individuato una collina, la cui posizione favorevole, alle spalle di Tigrane (che si trovava ad est del fiume), gli avrebbe procurato un ottimo vantaggio tattico. E così spinse il suo cavallo in avanti per attirare l'attenzione su di sé, malgrado quel giorno, il 6 ottobre, fosse considerato infausto dal calendario romano. Egli però pronunciò la famosa frase:
(Plutarco, Vita di Lucullo, 27.7.)
Intanto Tigrane, che non aveva ancora compreso cosa stesse accadendo veramente, fu indotto a rompere il suo schieramento, credendo i Romani in fuga. Il re armeno, che aveva disposto la sua armata in ordine di battaglia, ne occupava egli stesso il centro, mentre all'ala sinistra aveva posto il re degli Adiabeni, ed a quella destra il re dei Medi con la maggior parte della cavalleria pesante.
(Plutarco, Vita di Lucullo, 27.5-6.)
(Plutarco, Vita di Lucullo, 28.1-2.)
Secondo la versione di Appiano, Lucullo inviò con grande rapidità la sua fanteria intorno alla collina di cui prese possesso, senza che il nemico quasi se ne accorgesse. E quando si rese conto che il nemico esultava, come se avesse già vinto la battaglia, ormai sparso in tutte le direzioni, con i bagagli lasciati incustoditi ai piedi della collina, esclamò: "Soldati, abbiamo vinto!" e si scagliò sui loro bagagli con grande rapidità. Plutarco aggiunge nella sua versione:
(Plutarco, Vita di Lucullo, 28.3-4.)

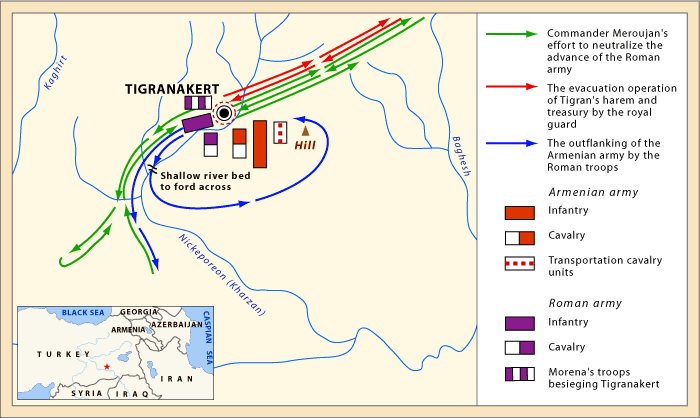
Schema della battaglia.

La confusione era però ormai generale, tanto che la fanteria si trovò schierata contro la sua stessa cavalleria e viceversa, generando infine una rotta completa dell'esercito armeno. Lo stesso Tigrane si diede quasi subito alla fuga con un paio di assistenti. Vedendo il figlio, nella sua stessa situazione, si tolse la corona dalla testa e, in lacrime, gliela diede, dicendogli di salvare se stesso come meglio poteva, seguendo un'altra via di fuga. Il giovane, però, che non osava assumere il diadema, lo diede ad uno dei suoi schiavi più fidati perché lo mettesse al sicuro, ma fu catturato e portato a Lucullo, insieme al diadema, che diventò parte del bottino.
Intanto nel combattimento, Appiano racconta che quelli poi che si erano spinti a grande distanza all'inseguimento del cavallo romano, tornando indietro furono distrutti. Il convoglio entrò in collisione con gli altri con grande impeto. E tante furono le armate riunite insieme da non riuscire a vedere chiaramente cosa stesse accadendo nel pieno della disfatta. Ci fu una grande strage. Nessuno dei Romani, inizialmente, si fermò a saccheggiare poiché Lucullo lo aveva proibito con minacce di severe punizioni, tanto che i soldati si spartivano bracciali e collane lungo la strada mentre continuarono ad uccidere anche ad una distanza di 20 chilometri, fino a notte. Poi poterono iniziare il saccheggio con il permesso di Lucullo. Plutarco aggiunge che 100000 furono i morti tra gli Armeni, quasi tutti fanti, solo cinque tra i Romani ed un centinaio rimasti feriti. Anche tenendo conto del classico topos storiografico dei "soverchianti" eserciti orientali, sembra comunque che le forze di Tigrane fossero davvero di molto superiori. E sembra che lo stesso Tito Livio abbia ammesso che mai prima d'ora i Romani erano risultati vincitori con forze pari a solo un ventesimo dei nemici, elogiando così le grandi doti tattiche di Lucullo, che era riuscito con Mitridate a sconfiggerlo "temporeggiando", ed invece con Tigrane a batterlo grazie alla rapidità. Due doti apparentemente in antitesi, che Lucullo seppe utilizzare a seconda del nemico affrontato.

## Conseguenze
Quando Mitridate seppe della terribile sconfitta patita dalle truppe di Tigrane, corse incontro al sovrano armeno e pianse con lui per la comune disgrazia che li aveva colpiti, lo rincuorò affinché assemblassero insieme una nuova armata; Mancheo, intanto, preferì disarmare i suoi mercenari greci (che Dione dice essere Cilici), poiché temeva lo avrebbero tradito. Questi ultimi, temendo di essere arrestati, si armarono e riuscirono a resistere con grande coraggio ad un attacco delle truppe armene di Mancheo. Poi occupate alcune delle torri cittadine, chiesero aiuto ai Romani che assediavano Tigranocerta, permettendogli di entrare in città durante la notte. In questo modo la capitale di Tigrane fu occupata e con essa anche l'immensa ricchezza che vi era al suo interno. Plutarco racconta che il tesoro reale ammontava a ben 8000 talenti e che furono distribuite 800 dracme a ciascun soldato romano, mentre alla numerosa popolazione greca che qui era stata deportata da Tigrane, fu concesso di far ritorno alle città d'origine, tanto che Lucullo fu riconosciuto da tutti come un benefattore ed un ri-fondatore.